# کریستین ارویگ
کریستین ارویگ (انگلیسی: Christian Erwig؛ زادهٔ ۱۶ فوریهٔ ۱۹۸۳) بازیکن فوتبال اهل آلمان است.
از باشگاه‌هایی که در آن بازی کرده‌است می‌توان به باشگاه فوتبال شالکه ۰۴ و باشگاه فوتبال فورتونا دوسلدورف اشاره کرد.